# Poblado Ignacio Allende
Poblado Ignacio Allende är en ort i Mexiko.   Den ligger i kommunen Misantla och delstaten Veracruz, i den sydöstra delen av landet, 230 km öster om huvudstaden Mexico City. Poblado Ignacio Allende ligger 274 meter över havet och antalet invånare är 170.
Terrängen runt Poblado Ignacio Allende är huvudsakligen kuperad, men åt nordväst är den platt. Runt Poblado Ignacio Allende är det ganska tätbefolkat, med 96 invånare per kvadratkilometer. Närmaste större samhälle är Martínez de la Torre, 17,1 km nordväst om Poblado Ignacio Allende. Omgivningarna runt Poblado Ignacio Allende är en mosaik av jordbruksmark och naturlig växtlighet.